# Rodrigo Amarante
Rodrigo Amarante de Castro Neves (Rio de Janeiro, 6 setembre 1976) és un cantant i compositor brasiler, multiinstrumentista i arranjador ocasional brasiler. Forma part de les bandes Los Hermanos, Orquestra Imperial i Little Joy, i a finals de 2013 va publicar el seu primer disc en solitari Cavalo al Brasil i a la resta del món el maig de 2014.

## Biografia
Va estudiar Periodisme a la Pontifícia Universitat Catòlica de Rio de Janeiro (PUC-Rio), on va conèixer Marcelo Camelo, Buno Medina i Rodrigo Barba. Després d'uns quants assajos amb Los Hermanos, va ser convidat a afegir-se a la banda.
El 2014, Rodrigo Amarante va publicar el seu primer àlbum en solitari, Cavalo, una de les primeres versions del segell discogràfic Easy Sound Recording Company. L'àlbum va rebre bones crítiques i va ser una de les «50 cançons favorites de 2014 fins ara» segons NPR Music. L'àlbum també va ser reconegut internacionalment i va arribar a ser convidat a gairebé trenta països diferents per als concerts de la seva gira. A més se'l va convidar a actuar en diversos espectacles com Live Deezer Session, NPR Music, KEXP-FM i a IA Take Away Show - La Blogotheque amb Vicente Lluna, entre d'altres.
El 2015 va escriure una cançó en castellà, «Tuyo», com a tema d'obertura de la sèrie de Netflix Narcos. Rodrigo Amarante es va inspirar en la idea de quina mena de música hauria escoltat la mare de Pablo Escobar en la criança del seu fill.

## Obra

### Àlbums
- Cavalo (2013)